# Graft-De Rijp
Graft-De Rijp  è un ex-comune olandese situato nella provincia dell'Olanda Settentrionale ed istituito nel 1970 dalla fusione dei comuni di Graft e De Rijp. È stato soppresso il 31 dicembre 2014, quando fu accorpato alla municipalità di Alkmaar.

## Geografia antropica

### Suddivisioni amministrative
La municipalità di Graft-De Rijp comprendeva le seguenti località:
- De Rijp (capoluogo)
- Graft
- Markenbinnen
- Noordeinde
- Oost-Graftdijk
- West-Graftdijk